# أميد أباد (فارسان)
أميد أباد (بالفارسية: امیدآباد) هي مستوطنة تقع في قسم ميزدج عليا الريفي (مقاطعة فارسان) في إيران. يقدر عدد سكانها بـ 153 نسمة .